# Place en Hommage-aux-Femmes-Victimes-de-Violences
La place en Hommage-aux-Femmes-Victimes-de-Violences est une voie située dans le 13e arrondissement de Paris, en France.

## Situation et accès
La place est située dans le quartier Croulebarbe et délimité par les rues Berbier-du-Mets au nord et Croulebarbe au sud.
Par cette rue, elle mène à la place de la Bergère-d'Ivry. Elle surplombe le square René-Le Gall.
Elle est desservie à proximité par la ligne 7 à la station Les Gobelins.

## Origine du nom
La voie est en hommage aux femmes victimes de violences.

## Historique
La place rappelle, à l'est, la place de la Bergère-d'Ivry, du nom d'Aimée Millot, assassinée lors d'un féminicide, et a pris son nom actuel par vote du conseil du 13e arrondissement et du Conseil de Paris en 2021.

## Bâtiments remarquables et lieux de mémoire
- L'une des entrées du siège du Mobilier national se situe sur la place.
- La place de la Bergère-d'Ivry, également à proximité, rappelle un cas historique de féminicide[3].